# Acie Earl
Acie Boyd Earl (Peoria, Illinois; 23 de junio de 1970) es un exjugador de baloncesto estadounidense que jugó 4 temporadas en la NBA desde 1993 hasta 1997. Con sus 2,08 metros de estatura, jugaba en la posición de pívot.

## Trayectoria deportiva

### High School
Earl fue una estrella en el Moline High School, donde disputó tres temporadas. Lideró a los Maroons a un récord de 23-4 en 1988, jugando con el futuro jugador de la NFL, Brad Hopkins. Earl es el séptimo jugador en anotación de la historia en Moline.

### Universidad
Earl jugó con la Universidad de Iowa durante cuatro temporadas. En su año freshman, en la temporada 1989-90, promedió 6 puntos, 3,5 rebotes y 2,2 tapones en 16 minutos. En su segunda campaña, Earl se convirtió en uno de los mejores jugadores de la Big Ten Conference, además de en uno de los mejores defensores de la NCAA, después de consolidarse con 16,3 puntos, 6,7 rebotes y 3,3 tapones.
Iowa se metió en el torneo NCAA en 1991, pero fue eliminado por Duke Blue Devils, campeón a la postre.
En su temporada júnior, la 1991-92, Earl mejoró aún más sus números con 19,5 puntos, 7,8 rebotes y 4 tapones. En el torneo NCAA volvió a repetirse la historia y cayeron ante Duke en 2ª ronda. De nuevo los Blue Devils se convertirían en campeones. En aquel encuentro Acie firmó 8 tapones, igualando el récord del torneo NCAA que tenía David Robinson. Earl se llevó el premio de Mejor Defensor de la Big Ten.
En su último año con los Hawkeyes, Earl disminuyó sus números en puntos y tapones, pero no así en rebotes para completar una temporada con promedios de 16,9 puntos, 8,9 rebotes y 2,5 tapones. En el torneo NCAA cayeron en 2ª ronda por tercer año consecutivo, esta vez ante Wake Forest. 
Finalizó su carrera con Iowa Hawkeyes como el mejor taponador con 358, y el segundo anotador con 1.779, sólo detrás de Roy Marble. Se licenció en estudios de ocio.

### Profesional
Earl fue elegido por Boston Celtics en el puesto 19 del draft de 1993. Durante su temporada como rookie, Earl promedió 5.5 puntos y 3.3 rebotes en los 74 encuentros que disputó. Números que empeoraron en su segunda temporada, por lo que Boston traspasó a Acie a Toronto Raptors antes de comenzar la temporada 1995-96. Con la recién creada franquicia canadiense, Earl ofreció sus mejor rendimiento en la liga, firmando 7.5 puntos y 3.1 rebotes de media. El 12 de abril de 1996, frente al equipo que le eligió, Boston Celtics, Earl firmó su mejor partido como jugador, con 40 puntos y 12 rebotes. Pese a aquella actuación, Boston arrasó a Toronto 136-108. 
Mediada la temporada 1996-97, Earl fue traspasado a Milwaukee Bucks, apareciendo en sólo nueve encuentros en lo que iba a ser su último año en la NBA. 
Después, jugó fuera de Estados Unidos. En la temporada 1997-98, jugó en el La Crosse Bobcats de la CBA y en el Paris Basket Racing de la liga francesa. Para la 1998-99 se marchó a Australia a jugar con Sydney Kings, con los que promedió 21.6 puntos y 12.5 rebotes.
Después se marchó a la liga turca a jugar en el Troy Pilsner y con el Turk Telekom B.K., donde no tuvo éxito. Tras su efímero pasó por aquí tomó rumbo a Rusia, donde jugó a buen nivel tanto en el UNICS Kazán como en el Saratov Autodor. De 2002 a 2004 pasó por Śląsk Wrocław (Polonia), Darussafaka Estambul Spor Kulubu (Turquía), Traiskirchen Arkadia Lions (Austria) y KK Budućnost Podgorica (Serbia). También tuvo un paso fugaz por el Dukagjini, en Kosovo, al que ayudó a lograr el título de liga.

### Entrenador
En 2005, Earl entrenó a los Tijuana Dragons de la nueva ABA. El equipo tenía base en Tijuana, México.

## Estadísticas de su carrera en la NBA

### Temporada regular
| Año     | Equipo    | PJ  | PT | MPP  | %TC  | %3P  | %TL  | RPP | APP | ROB | TPP | PPP |
| ------- | --------- | --- | -- | ---- | ---- | ---- | ---- | --- | --- | --- | --- | --- |
| 1993–94 | Boston    | 74  | 8  | 15.5 | .406 | .000 | .675 | 3.3 | 0.2 | 0.3 | 0.7 | 5.5 |
| 1994–95 | Boston    | 30  | 3  | 6.9  | .382 | .000 | .483 | 1.5 | 0.1 | 0.2 | 0.3 | 2.2 |
| 1995–96 | Toronto   | 42  | 7  | 15.6 | .424 | .000 | .719 | 3.1 | 0.6 | 0.4 | 0.9 | 7.5 |
| 1996–97 | Toronto   | 38  | 0  | 12.0 | .376 | .000 | .629 | 2.2 | 0.5 | 0.3 | 0.7 | 4.3 |
| 1996–97 | Milwaukee | 9   | 0  | 4.8  | .348 | .000 | .714 | 1.2 | 0.2 | 0.3 | 0.1 | 2.9 |
| Total   | Total     | 193 | 18 | 13.0 | .403 | .000 | .667 | 2.7 | 0.3 | 0.3 | 0.7 | 5.1 |

### Playoffs
| Año     | Equipo | PJ | PT | MPP  | %TC  | %3P  | %TL  | RPP | APP | ROB | TPP | PPP |
| ------- | ------ | -- | -- | ---- | ---- | ---- | ---- | --- | --- | --- | --- | --- |
| 1994–95 | Boston | 1  | 0  | 10.0 | .333 | .000 | .000 | 2.0 | 0.0 | 0.0 | 1.0 | 2.0 |
| Total   | Total  | 1  | 0  | 10.0 | .333 | .000 | .000 | 2.0 | 0.0 | 0.0 | 1.0 | 2.0 |